# Боб Керленд
Боб Керленд (англ. Bob Kurland, 23 грудня 1924 — 29 вересня 2013) — американський баскетболіст.
Олімпійський чемпіон 1948, 1952 років.